# Ignacio Zaragoza (Centla)
Ignacio Zaragoza, se ubica en el municipio de Centla del Estado de Tabasco, México.

## Historia
En ese entonces,los habitantes de Rivera de la Ceiba, hoy Villa Cuauhtémoc (Centla), que aún tenían familiares y amigos en Olcuatitán, Nacajuca, para solicitarles su presencia en el lugar para compartir los terrenos que ellos habían reclamado a la federación. Pero los nuevos agregados en lugar de seguir en la misma comunidad decidieron formar su propio grupo y se establecieron más abajo. Originalmente se llamó Rivera de Zaragoza.

## Territorio
Los habitantes de la Rivera de Zaragoza al establecerse más abajo de la Rivera de la Ceiba hicieron una denuncia de tipo propiedad privada que constaba de 4 hectáreas.

## Educación
Actualmente este poblado cuenta con 3 escuelas que ofrecen contenido de calidad, las cuales son:
- Jardín de niños  Rosario María Gutiérrez Eskildsen
- Escuela Primaria Francisco J Santamaría
- Escuela Telesecundaria General Ignacio Zaragoza